# Dinarmus altifrons
Dinarmus altifrons is een vliesvleugelig insect uit de familie Pteromalidae. De wetenschappelijke naam is voor het eerst geldig gepubliceerd in 1862 door Walker.